# 卡拉济纽
卡拉济纽是巴西南大河州的一个市镇。总面积665.092平方公里，总人口58197人，人口密度87.5人/平方公里。